# Futbalový Klub AS Trenčín
Il Futbalový Klub AS Trenčín è una società calcistica slovacca con sede a Trenčín.

## Storia
L'AS Trenčín è stato fondato nel 1992 con il nome di TJ Ozeta Dukla Trenčín e iniziò a giocare in terza divisione, concludendo la prima stagione una posizione dietro i concittadini del TTS Trenčín; al termine della stagione le due squadre si fusero. Dal 1997 al 2008 l'AS Trenčín ha sempre giocato nella massima serie nazionale, tornandoci successivamente dalla stagione 2011-2012, diventando una delle squadre di punta del campionato. Nelle stagioni 2014-2015 e 2015-2016 ha conquistato il double, vincendo sia la Superliga che la coppa nazionale. L'AS Trenčín ha partecipato anche 4 volte alla Coppa Intertoto (1998, 1999, 2000 e 2002).
La squadra, inoltre, sfiora una storica qualificazione in UEFA Europa League 2018-2019. Gli slovacchi partono dal primo turno preliminare: eliminano prima i montenegrini del Budućnost, anche se fermati in casa da un pareggio, in seguito vincono entrambi i match contro i polacchi del Górnik Zabrze, trionfando 4-1 in casa, e poi a grande sorpresa riescono nell'impresa storica di battere una delle favorite di quei preliminari, il Feyenoord. Gli slovacchi riescono addirittura ad imporsi 4-0 tra le mura amiche, risultato che permette loro di affrontare il ritorno in Olanda con tranquillità (terminato 1-1). L’ultimo ostacolo prima dei gironi è l'AEK Larnaca, ma i ciprioti smorzano l’entusiasmo della compagine slovacca con un 3-0 pesante.
Il club conclude la stagione di campionato 2018-2019 al penultimo posto, giocandosi quindi lo spareggio contro il Poprad, giunto secondo nella divisione inferiore; nonostante un 2-0 subito all’andata, il 1º giugno 2019 la squadra riesce a ribaltare il risultato, vincendo per 4-1, mantenendo, così, la permanenza nella massima serie.

## Cronistoria
- 1992 - Fondato come TJ Ozeta Dukla Trenčín
- 1995 - Rinominato FK Ozeta Dukla Trenčín
- 2003 - Rinominato Laugaricio Trenčín
- 2005 - Rinominato FK AS Trenčin

## Giocatori
Tra i calciatori del Trenčín, Juraj Ančic ha fatto parte della nazionale slovacca Under-21 e della nazionale maggiore.

## Palmarès

### Competizioni nazionali
- Campionato slovacco: 2

2014-2015, 2015-2016
- Coppa di Slovacchia: 2

2014-2015, 2015-2016
- 2. Liga (Slovacchia): 1

2010-2011

### Altri piazzamenti
- Campionato slovacco:

Secondo posto: 2013-2014
Terzo posto: 2012-2013
- Coppa di Slovacchia:

Semifinalista: 2022-2023
- 2. Liga (Slovacchia):

Secondo posto: 2008-2009, 2009-2010

## Organico

### Rosa 2024-2025
Aggiornata al 16 febbraio 2025.
| N. |                              | Ruolo | Calciatore          |
| -- | ---------------------------- | ----- | ------------------- |
| 1  | Serbia (bandiera)            | P     | Andrija Katić       |
| 2  | Slovacchia (bandiera)        | D     | Samuel Bagín        |
| 4  | Ucraina (bandiera)           | D     | Taras Bondarenko    |
| 6  | Slovacchia (bandiera)        | C     | Tadeáš Hájovský     |
| 7  | Nigeria (bandiera)           | A     | Jude Sunday         |
| 8  | Nigeria (bandiera)           | C     | Adam Yakubu         |
| 9  | Nigeria (bandiera)           | A     | Chinonso Emeka      |
| 10 | Paesi Bassi (bandiera)       | C     | Samir Ben Sallam    |
| 11 | Cile (bandiera)              | C     | Luis Rojas Zamora   |
| 13 | Nigeria (bandiera)           | A     | Johnson Nsumoh      |
| 14 | Slovacchia (bandiera)        | D     | Jakub Holúbek       |
| 15 | Serbia (bandiera)            | D     | Lazar Stojsavljević |
| 17 | Trinidad e Tobago (bandiera) | C     | Molik Jesse Khan    |
| 18 | Slovacchia (bandiera)        | C     | Adrian Fiala        |

| N. |                                 | Ruolo | Calciatore       |
| -- | ------------------------------- | ----- | ---------------- |
| 21 | Slovacchia (bandiera)           | A     | Lukas Mikulaj    |
| 22 | Estonia (bandiera)              | A     | Dimitri Jepihhin |
| 23 | Slovacchia (bandiera)           | A     | Samuel Šefčík    |
| 24 | Slovacchia (bandiera)           | P     | Alex Húdok       |
| 25 | Slovacchia (bandiera)           | D     | Lukáš Skovajsa   |
| 27 | Slovacchia (bandiera)           | C     | Bariš            |
| 29 | Togo (bandiera)                 | D     | Loïc Bessilé     |
| 30 | Slovacchia (bandiera)           | P     | Matus Slavíček   |
| 77 | Nigeria (bandiera)              | A     | Sani Suleiman    |
| 80 | Slovacchia (bandiera)           | C     | Denis Adamkovič  |
| 83 | Bosnia ed Erzegovina (bandiera) | P     | Luka Damjanović  |
| 85 | Nigeria (bandiera)              | A     | Emmanuel Uchegbu |
| 90 | Slovacchia (bandiera)           | D     | Hugo Pavek       |
| 99 | Paesi Bassi (bandiera)          | A     | Pepijn Doesburg  |

### Rosa 2023-2024
Aggiornata al 14 novembre 2023.
| N. |                               | Ruolo | Calciatore          |
| -- | ----------------------------- | ----- | ------------------- |
| 1  | Macedonia del Nord (bandiera) | P     | Dejan Iliev         |
| 2  | Slovacchia (bandiera)         | D     | Samuel Bagín        |
| 4  | Slovacchia (bandiera)         | D     | Samuel Kozlovský    |
| 5  | Argentina (bandiera)          | C     | Cristian Ramírez    |
| 6  | Nigeria (bandiera)            | C     | Adewale Oladoye     |
| 7  | Capo Verde (bandiera)         | A     | Eynel Soares        |
| 8  | Slovacchia (bandiera)         | C     | Artur Gajdoš        |
| 10 | Nigeria (bandiera)            | C     | Abdul Zubairu       |
| 11 | Nigeria (bandiera)            | A     | Philip Azango       |
| 13 | Nigeria (bandiera)            | D     | Kingsley Madu       |
| 15 | Serbia (bandiera)             | D     | Lazar Stojsavljević |
| 17 | Slovacchia (bandiera)         | A     | Lucas Demitra       |
| 18 | Nigeria (bandiera)            | A     | Jude Sunday         |
| 19 | Capo Verde (bandiera)         | D     | Kelvin Pires        |

| N. |                       | Ruolo | Calciatore       |
| -- | --------------------- | ----- | ---------------- |
| 20 | Ghana (bandiera)      | C     | Rahim Ibrahim    |
| 21 | Slovacchia (bandiera) | A     | Lukáš Letenay    |
| 23 | Slovacchia (bandiera) | C     | Dominik Hollý    |
| 28 | Slovacchia (bandiera) | C     | Matúš Kmeť       |
| 29 | Serbia (bandiera)     | A     | Njegoš Kupusović |
| 30 | Slovacchia (bandiera) | P     | Matúš Slavíček   |
| 31 | Serbia (bandiera)     | C     | Filip Bainović   |
| 32 | Slovacchia (bandiera) | D     | Šimon Mičuda     |
| 35 | Nigeria (bandiera)    | D     | Reuben Yem       |
| 77 | Slovacchia (bandiera) | A     | Adam Gaži        |
| 81 | Slovacchia (bandiera) | D     | Lukáš Ďuriška    |
| 88 | Slovacchia (bandiera) | D     | Roman Seben      |
| 99 | Slovacchia (bandiera) | P     | Michal Kukučka   |
|    | Capo Verde (bandiera) | P     | Vozinha          |

### Rosa 2022-2023
Aggiornata al 31 luglio 2022.
| N. |                               | Ruolo | Calciatore          |
| -- | ----------------------------- | ----- | ------------------- |
| 1  | Macedonia del Nord (bandiera) | P     | Dejan Iliev         |
| 2  | Slovacchia (bandiera)         | D     | Samuel Bagín        |
| 4  | Slovacchia (bandiera)         | D     | Samuel Kozlovský    |
| 5  | Argentina (bandiera)          | C     | Cristian Ramírez    |
| 6  | Nigeria (bandiera)            | C     | Adewale Oladoye     |
| 7  | Capo Verde (bandiera)         | A     | Eynel Soares        |
| 8  | Slovacchia (bandiera)         | C     | Artur Gajdoš        |
| 10 | Nigeria (bandiera)            | C     | Abdul Zubairu       |
| 11 | Nigeria (bandiera)            | A     | Philip Azango       |
| 13 | Nigeria (bandiera)            | D     | Kingsley Madu       |
| 15 | Serbia (bandiera)             | D     | Lazar Stojsavljević |
| 17 | Slovacchia (bandiera)         | A     | Lucas Demitra       |
| 18 | Slovacchia (bandiera)         | C     | Samuel Lavrinčík    |
| 19 | Capo Verde (bandiera)         | D     | Kelvin Pires        |

| N. |                       | Ruolo | Calciatore       |
| -- | --------------------- | ----- | ---------------- |
| 20 | Ghana (bandiera)      | C     | Rahim Ibrahim    |
| 21 | Slovacchia (bandiera) | A     | Lukáš Letenay    |
| 23 | Slovacchia (bandiera) | C     | Dominik Hollý    |
| 28 | Slovacchia (bandiera) | C     | Matúš Kmeť       |
| 29 | Serbia (bandiera)     | A     | Njegoš Kupusović |
| 30 | Slovacchia (bandiera) | P     | Matúš Slavíček   |
| 31 | Serbia (bandiera)     | C     | Filip Bainović   |
| 32 | Slovacchia (bandiera) | D     | Šimon Mičuda     |
| 35 | Nigeria (bandiera)    | D     | Reuben Yem       |
| 77 | Slovacchia (bandiera) | A     | Adam Gaži        |
| 81 | Slovacchia (bandiera) | D     | Lukáš Ďuriška    |
| 88 | Slovacchia (bandiera) | D     | Roman Seben      |
| 99 | Slovacchia (bandiera) | P     | Michal Kukučka   |
|    | Capo Verde (bandiera) | P     | Vozinha          |

### Rosa 2021-2022
| N. |                               | Ruolo | Calciatore          |
| -- | ----------------------------- | ----- | ------------------- |
| 1  | Macedonia del Nord (bandiera) | P     | Dejan Iliev         |
| 1  | Slovacchia (bandiera)         | P     | Matúš Slavíček      |
| 2  | Slovacchia (bandiera)         | D     | Samuel Bagín        |
| 4  | Slovacchia (bandiera)         | D     | Samuel Kozlovský    |
| 5  | Francia (bandiera)            | D     | Steve Kapuadi       |
| 7  | Capo Verde (bandiera)         | A     | Eynel Soares        |
| 8  | Slovacchia (bandiera)         | C     | Artur Gajdoš        |
| 9  | Stati Uniti (bandiera)        | A     | Eduvie Ikoba        |
| 10 | Nigeria (bandiera)            | C     | Abdul Zubairu       |
| 11 | Nigeria (bandiera)            | A     | Philip Azango       |
| 13 | Nigeria (bandiera)            | D     | Kingsley Madu       |
| 15 | Serbia (bandiera)             | D     | Lazar Stojsavljević |
| 16 | Slovacchia (bandiera)         | C     | Jakub Kadák         |
| 17 | Slovacchia (bandiera)         | A     | Lucas Demitra       |
| 18 | Slovacchia (bandiera)         | C     | Samuel Lavrinčík    |
| 19 | Capo Verde (bandiera)         | D     | Kelvin Pires        |
| 20 | Ghana (bandiera)              | C     | Rahim Ibrahim       |

| N. |                                 | Ruolo | Calciatore       |
| -- | ------------------------------- | ----- | ---------------- |
| 21 | Slovacchia (bandiera)           | A     | Lukáš Letenay    |
| 22 | Slovacchia (bandiera)           | D     | Adrián Slávik    |
| 23 | Slovacchia (bandiera)           | C     | Dominik Hollý    |
| 26 | Slovacchia (bandiera)           | A     | Erik Jendrišek   |
| 28 | Slovacchia (bandiera)           | C     | Matúš Kmeť       |
| 29 | Serbia (bandiera)               | A     | Njegoš Kupusović |
| 31 | Serbia (bandiera)               | C     | Filip Bainović   |
| 32 | Slovacchia (bandiera)           | D     | Šimon Mičuda     |
| 35 | Nigeria (bandiera)              | D     | Reuben Yem       |
| 44 | Bosnia ed Erzegovina (bandiera) | D     | Đorđe Jovičić    |
| 66 | Finlandia (bandiera)            | D     | Juha Pirinen     |
| 71 | Slovacchia (bandiera)           | A     | Adam Tučný       |
| 74 | Slovacchia (bandiera)           | D     | Urban Mazanovský |
| 77 | Slovacchia (bandiera)           | A     | Adam Gaži        |
| 91 | Rep. Ceca (bandiera)            | P     | Matouš Babka     |
| 99 | Slovacchia (bandiera)           | P     | Michal Kukučka   |

### Rosa 2020-2021
| N. |                                 | Ruolo | Calciatore              |
| -- | ------------------------------- | ----- | ----------------------- |
| 3  | Brasile (bandiera)              | D     | Ramón                   |
| 4  | Nigeria (bandiera)              | C     | Abdul Zubairu           |
| 5  | Francia (bandiera)              | D     | Steve Kapuadi           |
| 6  | Slovacchia (bandiera)           | D     | Martin Šulek (capitano) |
| 7  | Bosnia ed Erzegovina (bandiera) | C     | Hamza Čataković         |
| 8  | Slovacchia (bandiera)           | C     | Artur Gajdoš            |
| 9  | Stati Uniti (bandiera)          | A     | Eduvie Ikoba            |
| 10 | Croazia (bandiera)              | C     | Ante Roguljić           |
| 11 | Nigeria (bandiera)              | C     | Philip Azango           |
| 13 | Nigeria (bandiera)              | D     | Kingsley Madu           |
| 14 | Belgio (bandiera)               | C     | Milan Corryn            |
| 15 | Nigeria (bandiera)              | A     | Ahmad Ghali             |
| 16 | Slovacchia (bandiera)           | C     | Jakub Kadák             |
| 17 | Slovacchia (bandiera)           | A     | Lucas Demitra           |
| 18 | Slovacchia (bandiera)           | C     | Samuel Lavrinčík        |
| 19 | Capo Verde (bandiera)           | D     | Kelvin Pires            |

| N. |                        | Ruolo | Calciatore          |
| -- | ---------------------- | ----- | ------------------- |
| 21 | Slovacchia (bandiera)  | A     | Lukáš Letenay       |
| 22 | Slovacchia (bandiera)  | D     | Adrián Slávik       |
| 23 | Slovacchia (bandiera)  | A     | Adam Gaži           |
| 24 | Slovacchia (bandiera)  | P     | Igor Šemrinec       |
| 27 | Slovacchia (bandiera)  | D     | Simeon Kohút        |
| 28 | Slovacchia (bandiera)  | C     | Matúš Kmeť          |
| 29 | Paesi Bassi (bandiera) | D     | Ruben Ligeon        |
| 30 | Ghana (bandiera)       | C     | Rahim Ibrahim       |
| 33 | Slovacchia (bandiera)  | D     | Richard Križan      |
| 34 | Paesi Bassi (bandiera) | C     | Aschraf El Mahdioui |
| 35 | Nigeria (bandiera)     | D     | Reuben Yem          |
| 55 | Paesi Bassi (bandiera) | P     | Menno Bergsen       |
| 66 | Finlandia (bandiera)   | D     | Juha Pirinen        |
| 71 | Slovacchia (bandiera)  | A     | Adam Tučný          |
| 74 | Slovacchia (bandiera)  | D     | Urban Mazanovský    |
| 99 | Slovacchia (bandiera)  | P     | Michal Kukučka      |